# Elze (Gard)
Pour les articles homonymes, voir Elze.
Elze est une ancienne commune du Gard. En 1816, elle fusionne avec la commune de Malons pour former la commune de Malons-et-Elze.

## Population et société

### Démographie
| 1793 | 1800 | 1806 |
| ---- | ---- | ---- |
| 162  | 142  | 145  |